# Трансцендентализм
Трансцендентализм — философско-литературное течение, сформированное в конце 1820—1830-х годов в Новой Англии (США)  представителями радикальной интеллигенции бостонского «Трансцендентального клуба». Манифестом-эссе движения стал текст Ральфа Уолдо Эмерсона «Природа» (англ. Nature, 1836). Кроме Эмерсона к трансцендентализму относятся Г. Д. Торо, А. Б. Олкотт, М. Фуллер, Т. Паркер, Дж. Рипли, О. Фрозингем, Э. Пибоди, Ф. Хедж, У. Г. Чаннинг, С. Х. Уитман, Н. Готорн. Трансценденталисты объединились вокруг журнала «The Dial», просуществовавшего 4 года (1840—1844).
По политическим воззрениям они были аболиционистами и индивидуалистами (культ фронтира в пику пуританским конгрегациям), который сочетался с американским патриотизмом и американской мечтой (особенно в творчестве Уитман) или оборачивался идеями эскапизма (в творчестве Торо).
В философии существенное влияние на трансценденталистов оказали идеи Канта и других представителей немецкого идеализма (индивидуализм Фихте и пантеизм Шеллинга), представители этого движения пытались осуществить свою программу. Христианская религия превращалась в свод нравственных идеалов, не требующих для своего осуществления института церкви. С позиций романтизма критиковались просветительский сенсуализм, позитивизм и современная трансценденталистам цивилизация. Человек рассматривался как полноправный представитель гармоничного и динамичного космического начала, а Природа наделялась неисчерпаемой духовной силой. В приближении к неиспорченной цивилизацией природе, в её интуитивном переживании и разгадывании её символических смыслов они видели пути нравственного очищения и постижения, по выражению Эмерсона, сверхдуши.
Основные идеи трансцендентализма: социальное равенство «равных перед Богом» людей, духовное самоусовершенствование, близость к природе, очищающей человека от «вульгарно-материальных» интересов, интуитивное постижение макрокосма через микрокосм.

## Происхождение
Трансцендентализм тесно связан с унитаризмом, доминирующим религиозным движением в Бостоне в начале девятнадцатого века. Он начал развиваться после того, как унитаризм утвердился в Гарвардском университете после избрания Генри Уэра профессором богословия Холлиса в 1805 году и Джона Торнтона Киркленда в качестве президента в 1810 году. Трансцендентализм не был отказом от унитаризма; скорее, он развился как органическое следствие акцента унитаризма на свободе совести и ценности интеллектуального разума. Трезвость, мягкость и спокойный рационализм унитаризма не устраивали трансценденталистов. Вместо этого они стремились к более интенсивному духовному опыту. Таким образом, трансцендентализм родился не как движение, противостоящее унитаризму, а как движение, параллельное самим идеям, представленным унитариями.

## Трансцендентальный клуб
Трансцендентализм стал последовательным движением и священной организацией с основанием Трансцендентального клуба в Кембридже, штат Массачусетс, 12 сентября 1836 года видными интеллектуалами Новой Англии, включая Джорджа Патнэма (унитарного министра), Ральфа Уолдо Эмерсона и Фредерика Генри Хедж. Среди других членов клуба были Эймос Бронсон Олкотт, Орест Браунсон, Теодор Паркер, Генри Дэвид Торо, Уильям Генри Ченнинг, Джеймс Фриман Кларк, Кристофер Пирс Кранч, Конверс Фрэнсис, Сильвестр Джадд и Джонс Вери. Членами женского пола были София Рипли, Маргарет Фуллер, Элизабет Пибоди, Эллен Стерджис Хупер и Кэролайн Стерджис Таппан. С 1840 года группа часто публиковалась в своем журнале The Dial, а также на других площадках.

## Вторая волна трансценденталистов
К концу 1840-х годов Эмерсон считал, что движение угасает, и тем более после смерти Маргарет Фуллер в 1850 году. «Все, что можно сказать, — писал Эмерсон, — это то, что она представляет собой интересное направление и группу в американской выращивание». Была, однако, вторая волна трансценденталистов позже в 19-м столетии, включая Moncure Conway, Octavius Brooks Frothingham, Samuel Longfellow и Franklin Benjamin Sanborn. Примечательно, что трансцендентность духа, чаще всего вызываемая прозаическим голосом поэта, как говорят, наделяет читателя целеустремленностью. Это основная тема большинства трансценденталистских эссе и статей, все из которых сосредоточены на предметах, утверждающих любовь к индивидуальному самовыражению. Хотя группа в основном состояла из борющихся эстетов, самым богатым среди них был Сэмюэл Грей Уорд, который после нескольких вкладов в The Dial сосредоточился на своей банковской карьере.

## Убеждения
Трансценденталисты твердо верят в силу личности. В первую очередь это связано с личной свободой. Их верования тесно связаны с верованиями романтиков, но отличаются попыткой принять или, по крайней мере, не противостоять эмпиризму науки.

### Трансцендентальное знание
Трансценденталисты желают обосновать свою религию и философию принципами, основанными на немецком романтизме Иоганна Готфрида Гердера и Фридриха Шлейермахера. Трансцендентализм объединил «английский и немецкий романтизм, библейскую критику Гердера и Шлейермахера, скептицизм Юма»  и трансцендентальную философию Иммануила Канта (и немецкого идеализма в более общем смысле), интерпретируя априорные категории Канта как априорное знание. Ранние трансценденталисты практически не были знакомы с немецкой философией в оригинале и полагался в первую очередь на труды Томаса Карлайла, Сэмюэля Тейлора Кольриджа, Виктора Кузена, Жермен де Сталь и других английских и французских комментаторов за их знание этого. Трансцендентальное движение можно описать как американский продукт английского романтизма.

### Индивидуализм
Трансценденталисты считают, что общество и его институты — особенно организованная религия и политические партии — нарушают чистоту личности. Они веруют, что люди лучше проявляют себя, когда действительно самостоятельны и независимы. Только такие люди смогут сформировать настоящее общество. Даже с присущей им индивидуальностью трансценденталисты считают, что все люди являются частичками «Сверхдуши». Так как Душа одна, это объединяет всех людей в единое целое. Эмерсон намекает на эту концепцию во введении американского ученого адреса: «Что есть один человек, — присутствует всем конкретным мужчинам только частично, или через один факультет; и что вы должны взять все общество, чтобы найти весь человек». Такой идеал находится в гармонии с трансцендентальным индивидуализмом, так как каждый человек уполномочен созерцать внутри него или сама часть божественной Сверхдуши.

### Индийские религии
Трансцендентализм находился под непосредственным влиянием индийских религий. Торо в Уолдене прямо говорил о долге трансценденталистов перед индийскими религиями:
По утрам я окуняю свой разум в величественную и космогоническую философию "Бхагавад-гиты",составление которой заняло годы богов, и по сравнению с которой наш современный мир и его литература кажутся ничтожными и мелкими; и я сомневаюсь, не следует ли отнести эту философию к предыдущему состоянию бытия, настолько велика её возвышенность по сравнению с нашими представлениями. Я кладу книгу и иду к своей колодец за водой, и вот! ,  там я встречаю слугу брахмана, священника Брахмы, Вишну и Индры , который по-прежнему сидит в своем храме на Ганге, читая Веды, или обитает под корнем дерева со своим хлебом и кувшином с водой. Я встречаю его слугу, пришедшего за водой для своего господина, и наши ведра, словно, стираются в одном и том же колодце. Чистая вода Уолдена смешивается со священной водой Ганги. Walden
В 1844 году первый английский перевод Lotus Sutra был включен в циферблат, публикация транскансеременталистов Нью-Англии, переведенная с французов Элизабет Палмер Пибоди.

### Идеализм
Трансценденталисты различаются в их интерпретациях практических целей воли. Некоторые приверженцы связывают это с утопическими социальными изменениями; Например, Brownson, например, связали его с ранним социализмом, но другие считают это исключительно индивидуалистичным и идеалистическим проектом. Эмерсон верил в последнее. В его лекции 1842 года «трансценденталист» он предложил, чтобы целью чисто трансцендентного взгляда на жизнь было невозможно достичь на практике:
По этому эскизу вы увидите, что нет такой вещи, как трансцендентная «партия»; что нет чистого трансценденталиста; что мы знаем ни одного, кроме пророков и вестников такой философии; То, что все, кто по сильной предвзятой природе наклонился на духовную сторону в доктрине, остановился не вроде своей цели. У нас было много предвестников и предшественников; Но из чисто духовной жизни история не предоставила примеру. Я имею в виду, у нас еще нет человека, который полностью наклонился к его характеру, и ел пищу ангелов; Кто доверяет его чувствам, нашел жизнь из чудес; ВОЗ, работая в универсальных целях, оказалось, что ФРС он знал, как; Одетый, укрытый и оружием, он знал не так, и все же это было сделано своими руками. ... Должны ли мы сказать, что трансцендентализм - это Saturnalia или превышение веры; Предоставление веры, соответствующую человеку в своей целостности, чрезмерным только тогда, когда его несовершенное послушание препятствует удовлетворению его желания.

### Важность природы
Трансценденталисты имеют глубокую благодарность и признательность за природу, не только для эстетических целей, но и в качестве инструмента для наблюдения и понимать структурированную внутреннюю работу природного мира. Эмерсон подчеркивает трансцендентные убеждения в целостной власти естественного ландшафта в природе :
В лесу мы вернемся к разуму и вере. Там я чувствую, что ничто не может постичь меня в жизни, — нет позора, без бедствий, (оставив мне мои глаза), какая природа не может восстановить. Стоя на голой земле, — моя голова, купаясь воздухом Blite, и поднимается в бесконечное пространство, — все означает, что эготизм исчезает. Я становился прозрачным глазом; Я ничего; Я вижу все; течения универсального циркуляции через меня; Я часть или частица Бога.
Сохранение непотревоженного природного мира также чрезвычайно важен для трансценденталистов. Идеализм, который является основной верой трансцендентализма приводит к неотъемлемому скептицизму по отношению к капитализму, расширению на запад и индустриализации. Еще в 1843 году, летом на озерах, Маргарет Фуллер отметил, что «благородные деревья ушли из этого острова, чтобы накормить этот котёл» , а в 1854 году в Уолден Торо рассматривает поезда, которые начинают распространяться по ландшафту Америки как «крылатых лошадей или огненных драконов», что «посыпают всеми беспокойными мужчинами и плавающими товарами в стране для семян».

## Влияние на другие движения
Трансцендентализм, во многих аспектах, первое заметное американское интеллектуальное движение. Он вдохновил последующие поколения американских интеллектуалов, а также некоторых литературных движений.
Трансцендентализм повлиял на растущее движение «умственных наук» середины 19 века, что позже станет известным как новое движение мысли. Новая мысль считает Эмерсона своим интеллектуальным отцом. Эмма Кертис Хопкинс («учитель учителей»), Эрнест Холмс (основатель Религиозной науки), Чарльз и Миртл Филлмор (основатели Единства), а также Малинда Крамер и Нона Л. Брукс (основатели Божественной науки) находились под сильным влиянием трансцендентализма.
Трансцендентализм также находится под влиянием индуизма. Рам Мохан Рой (1772—1833), основатель Брахмо Самадж, отверг индуистскую мифологию, но также и христианскую троицу.  Он обнаружил, что унитаризм наиболее близок к истинному христианству, и сильно симпатизировал унитаристам,  которые были тесно связаны с трансценденталистами. Рам Мохан Рой основал миссионерский комитет в Калькутте и в 1828 году попросил поддержки миссионерской деятельности у американских унитаристов. К 1829 году Рой покинул Унитарный комитет, но после смерти Роя Брахмо самадж сохранил тесные связи с Унитарной церковью, которая стремилась к рациональной вере, социальным реформам и объединению этих двух в обновленной религии. Его богословие было названо христианскими комментаторами «нео-ведантой», и оно оказало большое влияние на современное популярное понимание индуизма, а также на современную западную духовность, которая повторно импортировала унитарные влияния под маской, казалось бы, векового Нео-Веданта.

## Критика
В начале истории движения термин «трансценденталисты» использовался как уничижительный термин критиками, которые предполагали, что их позиция выходит за рамки здравого смысла и разума. Натаниэль Хоторн написал роман «Роман Блитдейла» (1852 г.), высмеивающий это движение и основанный на своем опыте на ферме Брук, недолговечном утопическом сообществе, основанном на трансцендентных принципах.
Эдгар Аллан По написал рассказ «Никогда не ставь дьяволу голову» (1841 г.), в который он вложил элементы глубокой неприязни к трансцендентализму, назвав его последователей «лягушатниками» в честь пруда на Бостон-Коммон. Рассказчик высмеял их сочинения, назвав их «метафорическими», впадающими в «мистику ради мистики» , и назвал это «болезнью». В статье особо упоминается движение и его флагманский журнал The Dial, хотя По отрицал, что у него есть какие-то конкретные цели . В эссе По «Философия композиции» (1846) он предлагает критику, разоблачающую «избыток внушаемого смысла... который превращает в прозу (причем самого плоского толка) так называемую поэзию так называемого трансценденталисты».